# Scaccomatto (Andrea Ra)
Scaccomatto è il primo album in studio di Andrea Ra pubblicato il 4 ottobre 2002. Andrea Ra è autore di tutti i brani. Il disco è stato preceduto dai singoli Ricominciamo adesso e  Aria fresca.

## Tracce
1. Scacchi Assassini – 3:13
2. Vestita Come Ra – 3:06
3. Aria Fresca – 2:54
4. Balli Con Me – 2:28
5. Ovunque Tu – 4:06
6. Senza Più Ali – 3:36
7. Il Professor Sottuttoio – 2:44
8. Ricominciamo Adesso?! – 2:51
9. Idromele – 3:22
10. Il Genio Della Lampada – 3:25
11. Volevo Andare – 3:13
12. Il Pazzo – 4:29

Durata totale: 39:27

## Formazione
- Andrea Ra - Voce, Basso, Chitarre, Tastiere
- Daniele Iacono - Batteria
- Giacomo Anselmi - Chitarra (tracce 1,4,6,7 e 8)
- Aldo di Zenobio - Chitarra (Tracce 1,2,3,4,5,6,8,9,10,12)

### Altri musicisti
- Luca Rondanini - Chitarra (traccia 8)
- Vladi Tosetto - Pianoforte (traccia 12)